# Mandorovella
Mandorovella es un género de foraminífero bentónico de la subfamilia Miliolinellinae, de la familia Hauerinidae, de la superfamilia Milioloidea, del suborden Miliolina y del orden Miliolida. Su especie tipo es Mandorovella miocenica. Su rango cronoestratigráfico abarca el Mioceno inferior.

## Clasificación
Mandorovella incluye a la siguiente especie:
- Mandorovella miocenica †